# Сога (язык)
Сога (Lusoga, Olusoga, Soga) — язык народности сога, один из языков банту, распространённый в Уганде, в Центральной и Восточной областях (округа Бугири, Буйенде, Джинджа, Иганга, Камули, Луука, Маюге, Намайинго, между озёрами Виктория и Кьога). Численность носителей — около 3 млн человек.
У сога также есть диалекты ламоги (ламооги, луламоги, луламооги), на котором говорят в округе Калиро, лусигиньи (сигиньи, сики) и луконо, распространённые в округе Намутумба, а также диалекты габула (лугабула), гвери (лугвери), диопе (лудиопе), кигулу (лукигулу), луука, нхоло (лунхоло), тембе (лутембе), тенга (лутенга). Диалекты ламоги и сики взимопонимаемы с языками гвере и кенье.

## Диалекты
Народ сога является частью народов банту. У сога есть несколько диалектов, датирующихся смешению представителей в ранний период миграции в XVII—XVIII веках. Было так много диалектов, что было трудно прийти к согласию правильным способом заклинать или произносить определённые слова. В северных диалектах региона Бусога во многих словах присутствует буква 'H', которой нет в южных диалектах. Таким образом, сога был разделён на 2 зоны диалектов. По всей северной зоне были диалекты луламоги и лупакойо. Лупакойо напоминал язык ньоро. У него была тесная зона с ньоро, связанных диалектов с восточным ньоро, сквозь северный регион Буганда, через северную часть Бусога и через Бугвере, находящийся восточнее Бусога. В южной части Бусога диалект, известный как лутенга, был традиционным и напоминал язык луганда. Похожие диалекты также распространены на островах Сесе, острове Бувума и на востоке Буганда.
Но с созданием Lusoga Language Authority (LULA) Соединённое Королевство Бусога способствовало стандартизации языка сога. Он провёл достаточно исследований по языку сога и опубликовал несколько литературных произведений на сога. Эти публикации можно найти в Busoga Cultural Centre Offices library, расположенной в саду Нил города Джинджа (Уганда). Другие доступны в книжных магазинах Бусоги и в крупных книжных магазинах города Кампала и других частях страны.